# Express MD1
Express MD1 (alt. Schreibweise Ekspress) war ein russischer Kommunikationssatellit der Russian Satellite Communications Company mit Sitz in Moskau. Er war der 14. Satellit der Express-Serie und war für mehr als vier Jahre in Betrieb, bevor er einen Totalausfall erlitt.

## Missionsverlauf
Der Satellit wurde 2006 zusammen mit seinem Schwestersatelliten Express MD2 von der Russian Satellite Communications Company in Auftrag gegeben. GKNPZ Chrunitschew wurde für den Bau des Satellitenbusses ausgewählt, die Transpondernutzlast wurde bei Alcatel Alenia Space bestellt.
Im April 2007 gab der Generaldirektor der RSCC Yuri Ismailov bekannt, dass der Start von Express MD1 und Express AM4 höchste Priorität hätten und im Dezember selben Jahres starten sollten. Dieser Termin wurde später wieder verworfen. Nach mehreren Verzögerungen wurde der neue Starttermin für Anfang 2009 festgelegt.
Am 26. Januar 2009 erfolgte dann die Montage von Express MD1 und der Hauptnutzlast Express AM44 auf die Trägerrakete. Das Roll-Out zur Startrampe begann am 6. Februar.
Der Start fand am 11. Februar 2009 vom Kosmodrom Baikonur mit einer Proton-M-Rakete statt. Die Bris-M-Oberstufe trennte sich um 03:12 Uhr Moskauer Ortszeit von der vierten Stufe der Proton-Rakete. Nach Ende der letzten Brennphase wurde Express AM44 um 12:15:30 Uhr von der Oberstufe in einem geostationären Transferorbit ausgesetzt. Express MD1 folgte dann um 12:29:40 Uhr Moskauer Zeit.
Express MD1 erreichte wenige Wochen später seine geostationäre Position bei 80° Ost und wurde am 12. Mai 2009 in Betrieb genommen.
Am 4. Juli 2013 erlitt der Satellit einen Totalausfall. Er wurde kurze Zeit später als Totalverlust gemeldet. Im Februar 2014 schaffte es die RSCC, 857 Millionen Rubel von der Versicherung zu erhalten.

## Technische Daten
GKNPZ Chrunitschew baute den Satelliten auf Basis ihres Yakhta-Satellitenbusses. Thales Alenia Space lieferte die Transpondernutzlast, welche im C-Band und L-Band arbeitete.
Das Raumfahrzeug war dreiachsenstabilisiert und wurde durch zwei große Solarmodule und Batterien mit Strom versorgt. Es besaß eine geplante Lebensdauer von 10 Jahren und wiegt etwa 1,1 Tonnen.